# Christopher Stringini
Christopher Richard "Richie" Stringini (Chicago, 28 november 1988) is een Amerikaans zanger, acteur en danser. 
Stringini werd geadopteerd toen hij 4 dagen oud was door Kathleen en Robert Stringini uit Wheaton (Illinois). Hij heeft een oudere broer genaamd Bobby. Hij begon met acteren en was een model toen hij 4 jaar oud was. Later had hij een rol in de film Rule Number One (2005), voordat hij auditie deed voor een realitysoap genaamd Big in America.

## US5
Hij is bekend als "Richie" in de boyband US5, een groep gemaneged door Lou Pearlman.